# Kriwickije Budy
Kriwickije Budy (ros. Кривицкие Буды) – wieś (ros. село, trb. sieło) w zachodniej Rosji, w sielsowiecie dołgobudskim rejonu biełowskiego w obwodzie kurskim.

## Geografia
Miejscowość położona w pobliżu rzeki Strigosła, 6 km od centrum administracyjnego sielsowietu dołgobudskiego Dołgije Budy, 18,5 km od centrum administracyjnego rejonu Biełaja, 64,5 km od Kurska.
W granicach miejscowości znajdują się ulice: Wierszynka, Wygon-1, Wygon 2-ja, Zajcowka, Kuczanka, Okoł, Razumowka, Sokołka, Tabotierowka, Chomiczewka, Chutorianka.

## Demografia
W 2010 r. miejscowość zamieszkiwało 290 osób.

## Zabytki
- Cerkiew Świętej Trójcy (1902)[2]